# Булган
Булган (на монголски: Булган) е град в Монголия, административен център на аймак Булган, населението на града е 11 920 души (по приблизителна оценка от края на 2017 г.).

## Транспорт
Градът разполага с летище, обслужващо и някои от западните аймаци, както и редовни полети до Улан Батор, Ховд и Мьорьон.

## Климат
Климатът в града е субполярен, с дълги, сухи и студени зими, а летата са кратки и хладни.